# Liga de Béisbol Profesional Roberto Clemente
La Liga de Béisbol Profesional Roberto Clemente, abbreviata in LBPRC, è la lega di baseball professionistico di maggiore livello in Porto Rico, costituita da sei squadre che competono tra loro da fine novembre fino alle finali di gennaio dell'anno seguente. Fondata nel 1938, ha cambiato il suo nome nel maggio 2012 in onore di Roberto Clemente, membro della Baseball Hall of Fame, adottando la sua filosofia di sviluppo atletico.
La lega è stata fondata come Liga de Béisbol Profesional de Puerto Rico nel 1938. Nel 2007, sospese le operazioni per la prima volta dalla sua creazione; riprese nel 2008 dopo la ristrutturazione e il cambio di nome in Puerto Rico Baseball League (PRBL). Nel maggio 2012, la lega ha debuttato con il suo nome attuale, scegliendo di onorare Roberto Clemente, membro della Baseball Hall of Fame, chiamandolo con il suo nome e adottando la sua filosofia di sviluppo atletico.